# Hipoteza Gilbreatha
Hipoteza Gilbreatha – problem teorii liczb, po raz pierwszy sformułowany przez François Protha w 1878 roku, podał on również jej dowód, jednak okazał się on błędny. Niezależnie od niego hipoteza została sformułowana w XX wieku przez Normana Gilbreatha i do tej pory pozostaje nieudowodniona.

## Obserwacja
Rozważmy ciąg liczb pierwszych:
{\displaystyle 2,3,5,7,11,13,17,19,23,29,31,\dots }
Obliczając wartość bezwzględną różnic kolejnych elementów ciągu, otrzymujemy ciąg:
{\displaystyle 1,2,2,4,2,4,2,4,6,2,\dots }
Powtarzając operację dla powyższego ciągu, dostajemy:
{\displaystyle 1,0,2,2,2,2,2,2,4,\dots }
{\displaystyle 1,2,0,0,0,0,0,2,\dots }
{\displaystyle 1,2,0,0,0,0,2,\dots }
{\displaystyle 1,2,0,0,0,2,\dots }
{\displaystyle 1,2,0,0,2,\dots }
Jak widzimy, po kilku iteracjach za każdym razem otrzymujemy ciąg, którego pierwszym elementem jest 1. Naturalnym pytaniem jest, czy dzieje się tak dla dowolnie wielu iteracji.

## Sformułowanie hipotezy
Niech {\displaystyle (p_{n})} oznacza ciąg kolejnych liczb pierwszych. Możemy z nim stowarzyszyć ciąg {\displaystyle (d_{n}^{1}),} gdzie
{\displaystyle d_{n}^{1}=|p_{n+1}-p_{n}|.}
Mając ciąg {\displaystyle (d_{n}^{k}),} określamy ciąg {\displaystyle (d_{n}^{k+1}),} przyjmując
{\displaystyle d_{n}^{k+1}=|d_{n+1}^{k}-d_{n}^{k}|.}
Hipoteza Gilbreatha stanowi, że {\displaystyle d_{1}^{k}=1} dla każdej liczby naturalnej {\displaystyle k.}
Problem pozostaje nierozwiązany do dzisiaj, choć w 1993 roku Andrew Odlyzko sprawdził ją dla {\displaystyle k\leqslant 346\,065\,536\,839}.